# Giovanni Maria da Bitonto

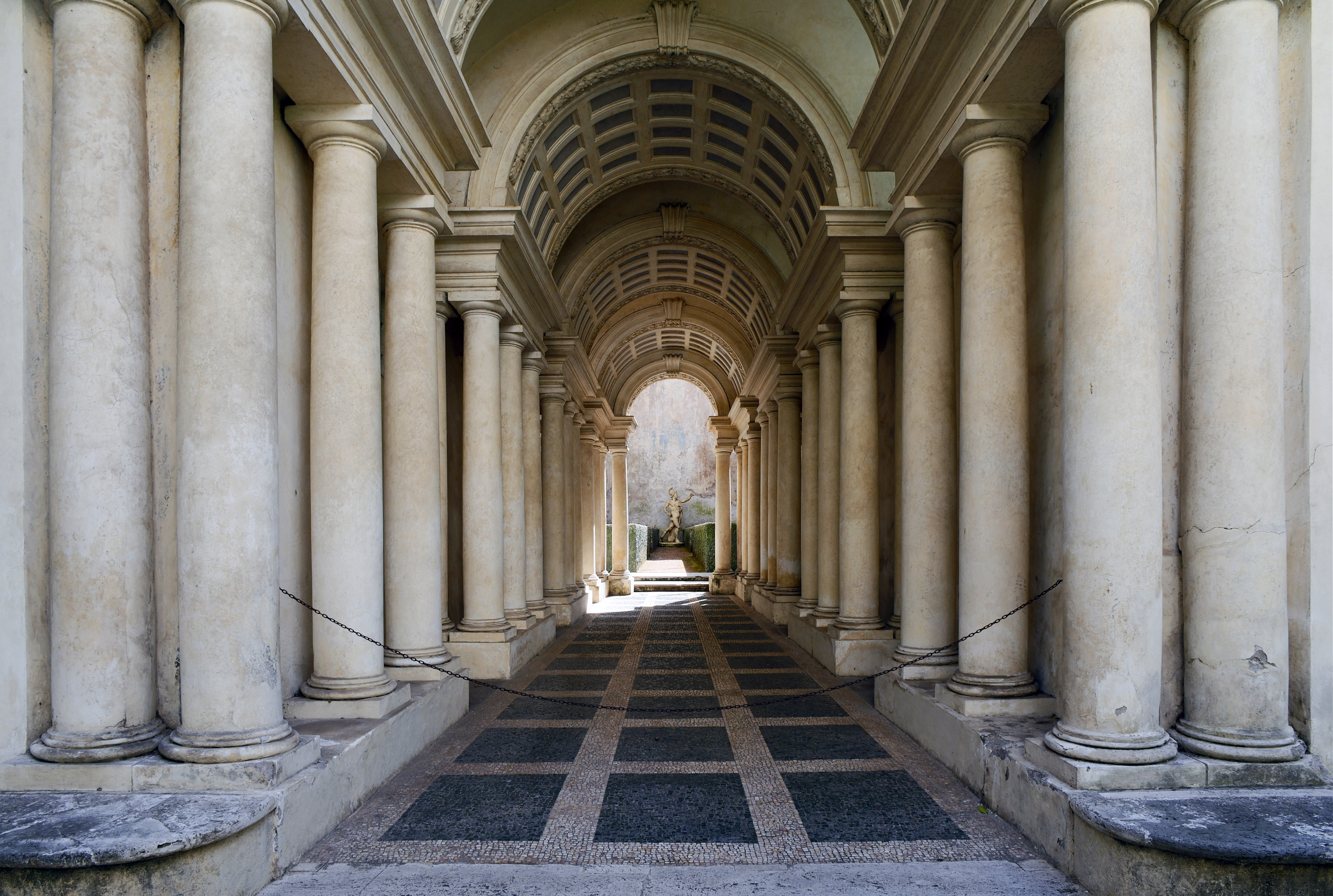
La Galleria prospettica realizzata insieme al Borromini

Giovanni Maria da Bitonto, detto il Bitonti (Bitonto, 1586 – ...), è stato un religioso, matematico e pittore italiano, appartenente all'Ordine di Sant'Agostino.

## Biografia
Nato a Bitonto nel 1586, fu novizio tra gli agostiniani a Napoli e Roma dove divenne esperto in matematica. Successivamente, fino al terzo decennio del Seicento visse a Bitonto e ricoprì anche la carica di priore del convento degli eremitani di Sant'Agostino, nell'epoca di massimo splendore.
Nel 1631 dipinse una grande pala d’altare che ritraeva l’Annunciazione, caratterizzata da un'interessante prospettiva, per la chiesa dell’Annunziata in Bitonto ed oggi conservata nella Pinacoteca “Mons. Aurelio Marena” del Museo Diocesano di Bitonto.
Verso il 1640 il padre bitontino si trasferisce a Roma. Qui fu attivo, per conto della famiglia Spada, dove insieme a Francesco Borromini realizzo la Galleria Spada completata nel 1653.
Nel 1649 fu consigliere negli Atti della riunione capitolare degli Agostiniani di Puglia tenuta a Roma. Nello stesso anno il padre bitontino procurò al cardinale Bernardino Spada due quadri, l’Adultera e il Cristo tentato, di Mattia Preti esposti nella Galleria.